# Fall Görgülü

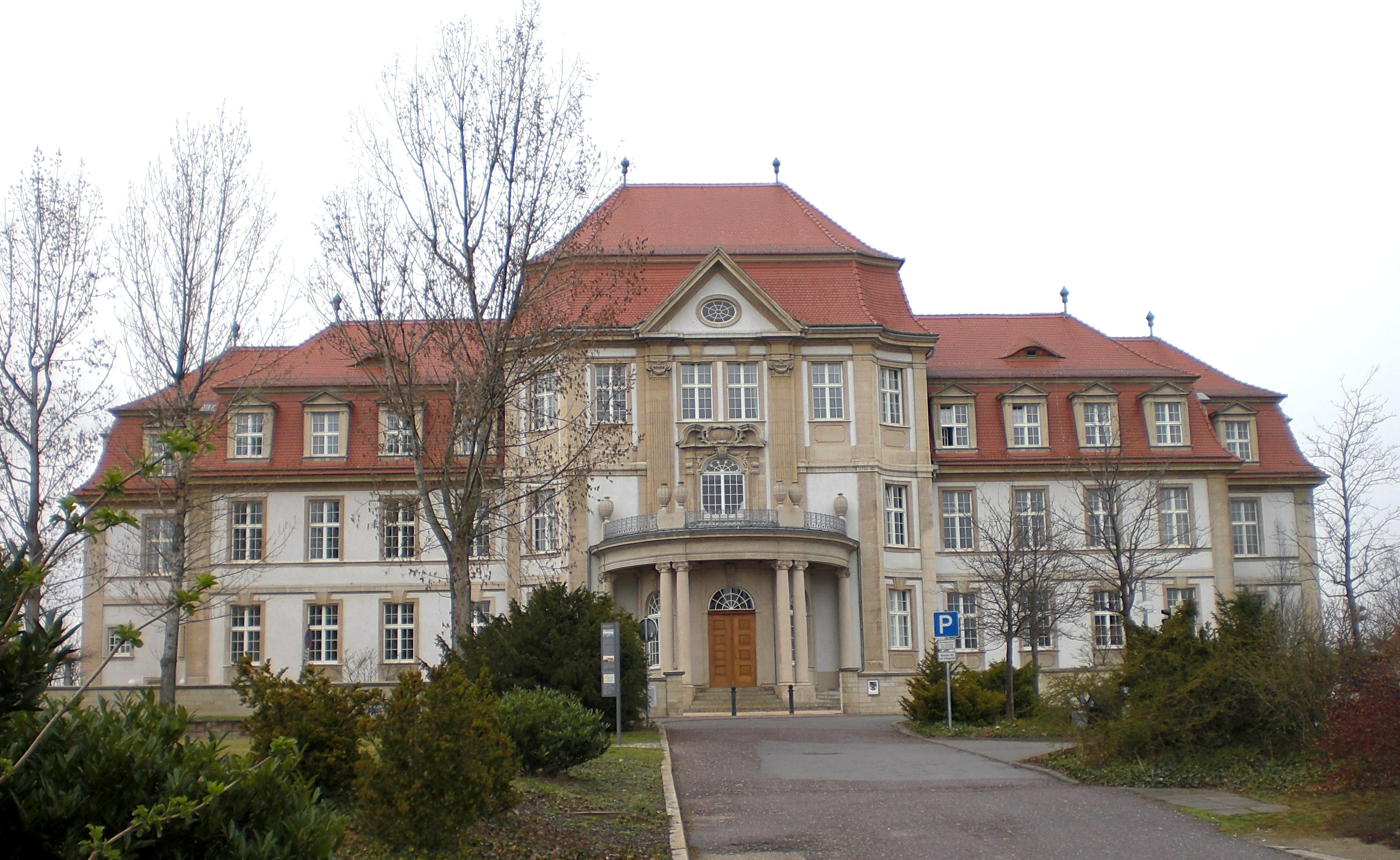
Das OLG Naumburg, vor dem mehrfach verhandelt wurde.

Der Fall Görgülü ist die zusammenfassende Bezeichnung für mehrere deutsche Familienrechtsstreitigkeiten, in denen ein in Deutschland lebender türkischer Staatsbürger, Kazim Görgülü, über Jahre hinweg um die elterliche Sorge für seinen Sohn sowie um ein Umgangsrecht mit ihm stritt.
Die deutsche Mutter hatte den Sohn nach der Geburt einseitig und ohne Zustimmung des Vaters zur Adoption freigegeben. Görgülü und die Mutter waren nicht miteinander verheiratet. Der Fall erregte Aufsehen, weil Entscheidungen des Amtsgerichts Wittenberg zu Gunsten Görgülüs immer wieder vom Oberlandesgericht Naumburg aufgehoben wurden. Eine Entscheidung des Oberlandesgerichts Naumburg erklärte der Europäische Gerichtshof für Menschenrechte für mit der Europäischen Menschenrechtskonvention unvereinbar, weitere Entscheidungen des Oberlandesgerichts Naumburg wurden vom Bundesverfassungsgericht aufgehoben.
Von weitreichender Bedeutung in diesem ab 1999 anhängigen Fall ist zum einen eine Entscheidung des Bundesverfassungsgerichts zur Verpflichtung deutscher Gerichte, die Entscheidungen des Europäischen Gerichtshofs für Menschenrechte zu berücksichtigen, und zum anderen eine Entscheidung des Bundesgerichtshofs zu den Voraussetzungen, unter denen ein nichtehelicher Vater die alleinige elterliche Sorge für sein Kind erhalten kann, wenn die Mutter das Kind zur Adoption freigegeben hat.
Kazim Görgülü durfte seinen damals achtjährigen Sohn im Februar 2008 zu sich nehmen. Nach Feststellung des Amtsgerichts Wittenberg vom August 2008 fühlte sich der Junge dort wohl.

## Geschehensablauf

### Beginn
Görgülü und die spätere Mutter des gemeinsamen Sohnes begannen im Jahr 1997 eine nichteheliche Lebensgemeinschaft; diese währte bis Anfang 1999. Im Mai 1999 erfuhr Görgülü von der Schwangerschaft seiner früheren Lebensgefährtin, die ab Juli 1999 jeden weiteren Kontakt zu ihm ablehnte. Am 25. August 1999 gebar sie das Kind; am Tag darauf gab sie es zur Adoption frei und beauftragte das Jugendamt, es bei Adoptionsbewerbern in Pflege zu geben. Die Personalien des Vaters nannte sie hierbei nicht. Das Kind wurde in Pflege gegeben. Am 1. November 1999 erklärte die Mutter mit notarieller Urkunde die Einwilligung in die Adoption. Diese Erklärung wiederholte sie mit notariellen Urkunden vom 24. September 2002 und 31. März 2005. Das Jugendamt wurde zum Amtsvormund bestellt.
Görgülü erfuhr erst im Oktober 1999 von der Geburt des Kindes und der beabsichtigten Adoption. Mit Urteil des Amtsgerichts Wittenberg vom 20. Juni 2000 wurde seine Vaterschaft rechtskräftig festgestellt. Am 18. Januar 2001 beantragten die Pflegeeltern des Kindes die Adoption. Nachdem der Amtsvormund der Adoption zugestimmt hatte, ersetzte das Vormundschaftsgericht Wittenberg mit Beschluss vom 28. Dezember 2001 die Zustimmung des Vaters. Nach einem Rechtsmittel von Görgülü wurde der Antrag des Kindes auf Ersetzung der Zustimmung des Vaters in die Adoption zurückgenommen.
Das Amtsgericht Wittenberg übertrug Görgülü sowohl mit einstweiliger Anordnung vom 8. Februar 2001 ein Umgangsrecht als auch mit Beschluss vom 9. März 2001 die elterliche Sorge. Mit Beschluss vom 20. Juni 2001 wies der 14. Zivilsenat des Oberlandesgerichts Naumburg – unter Aufhebung gegenteiliger Entscheidungen des Amtsgerichts Wittenberg – den Sorgerechtsantrag Görgülüs ab und schloss ein Umgangsrecht Görgülüs mit seinem Kind befristet aus. Dies begründete das OLG damit, dass zwar Görgülü in der Lage sei, für sein Kind zu sorgen, dass aber die Trennung des Kindes von seiner Pflegefamilie, zu der es eine tiefe soziale und emotionale Bindung entwickelt habe, zu schweren irreversiblen psychischen Schäden für das Kind führen würde. Eine Verfassungsbeschwerde Görgülüs hiergegen nahm das Bundesverfassungsgericht (BVerfG) mit Beschluss vom 31. Juli 2001 nicht zur Entscheidung an.

### Die Entscheidung des EGMR
Der Europäische Gerichtshof für Menschenrechte (EGMR), 3. Sektion, entschied mit Urteil vom 26. Februar 2004 auf die Menschenrechtsbeschwerde Görgülüs, dass die Entscheidung des Oberlandesgerichts Naumburg vom 20. Juni 2001 in Bezug auf die Verweigerung des Sorge- und Umgangsrechts Art. 8 der Europäischen Menschenrechtskonvention verletze (EGMR, No. 74969/01, Urteil vom 26. Februar 2004). Jeder Vertragsstaat der Europäischen Menschenrechtskonvention sei verpflichtet, auf die Zusammenführung eines leiblichen Elternteils mit seinem Kind hinzuwirken. Das OLG Naumburg habe nicht geprüft, ob eine Zusammenführung Görgülüs mit seinem Kind so gestaltet werden könnte, dass die sich durch die Trennung des Kindes von seiner Pflegefamilie ergebenden negativen Folgen für das Kind geringer wären als vom OLG befürchtet. Zudem habe das OLG die langfristigen Folgen nicht berücksichtigt, die sich aus einer dauerhaften Trennung des Kindes von seinem leiblichen Vater ergeben könnten. Mit dem Ausschluss des Umgangsrechts habe das OLG jede Form der Familienzusammenführung und die Herstellung eines weiteren Familienlebens unmöglich gemacht. Es diene dem Kind, seine Familienbande aufrechtzuerhalten.
Wegen der Beschränkung des Umgangsrechts sprach der Gerichtshof dem Beschwerdeführer auch eine Entschädigung für den erlittenen immateriellen Schaden in Höhe von 15.000 € zu.

### Erste Entscheidungen des BVerfG
Das Amtsgericht Wittenberg räumte mit einstweiliger Anordnung vom 19. März 2004 Görgülü erneut ein zweistündiges Umgangsrecht an Samstagen mit seinem Kind ein. Diese einstweilige Anordnung hob das Oberlandesgericht Naumburg mit Beschluss vom 30. Juni 2004 auf. Das OLG führte aus, dass angesichts der bislang schon jahrelangen Verfahrensdauer kein Anlass mehr für eine Maßnahme des vorläufigen Rechtsschutzes bestehe, da diese ihrer Rechtsnatur nach eine Eilmaßnahme sei. Zudem hätte eine derartige einstweilige Anordnung nur auf Antrag, nicht aber von Amts wegen ergehen dürfen. Etwas anderes ergebe sich auch nicht aus dem Urteil des EGMR vom 26. Februar 2004. Die Entscheidung des EGMR binde nur die Bundesrepublik Deutschland als Völkerrechtssubjekt, nicht aber die unabhängigen Organe der Rechtsprechung. Die Wirkung des Urteilsspruchs des EGMR erschöpfe sich in der Feststellung einer Rechtsverletzung und sei für nationale Gerichte unverbindlich.
Auf die Verfassungsbeschwerde Görgülüs hob das Bundesverfassungsgericht mit Beschluss vom 14. Oktober 2004 die Entscheidung des Oberlandesgerichts Naumburg vom 30. Juni 2004 auf und verwies die Sache an einen anderen Zivilsenat des Oberlandesgerichts Naumburg zurück. Das Bundesverfassungsgericht begründete dies damit, dass das OLG gegen Art. 6 GG in Verbindung mit dem Rechtsstaatsprinzip verstoßen habe, indem es die Entscheidung des Europäischen Gerichtshofs für Menschenrechte nicht beachtet habe. Das OLG hätte die Entscheidung des EGMR sowohl bei der Frage, ob die einstweilige Anordnung auch von Amts wegen ergehen kann, als auch bei der Frage, ob Görgülü ein Umgangsrecht eingeräumt werden kann, berücksichtigen müssen.
Mit weiterem Beschluss vom 19. März 2004 übertrug das Amtsgericht Wittenberg die elterliche Sorge auf Görgülü. Auch diesen Beschluss hob der 14. Zivilsenat des Oberlandesgerichts Naumburg mit Beschluss vom 9. Juli 2004 auf. Auf die hiergegen gerichtete Verfassungsbeschwerde Görgülüs hob das Bundesverfassungsgericht mit Beschluss vom 5. April 2005 auch diese Entscheidung auf und verwies die Sache an einen anderen Zivilsenat des Oberlandesgerichts Naumburg zurück.

### Weitere Entscheidung des BVerfG
Mit einstweiliger Anordnung vom 2. Dezember 2004 erweiterte das Amtsgericht Wittenberg das Umgangsrecht Görgülüs auf wöchentlich vier Stunden. Mit Beschluss vom 8. Dezember 2004 setzte der 14. Zivilsenat des Oberlandesgerichts Naumburg den Vollzug der einstweiligen Anordnung des Amtsgerichts Wittenberg aus. Nachdem Görgülü hiergegen erneut Verfassungsbeschwerde eingelegt hatte, hob der 14. Zivilsenat des Oberlandesgerichts Naumburg mit Beschluss vom 20. Dezember 2004 die Aussetzung des Vollzuges der einstweiligen Anordnung auf. Mit einem weiteren Beschluss vom selben Tag änderte er die einstweilige Anordnung des Amtsgerichts Wittenberg vom 2. Dezember 2004 ab und schloss ein Umgangsrecht des Vaters mit seinem Kind bis zur Entscheidung in der Hauptsache aus. Das OLG entschied, es sei im Rahmen einer Untätigkeitsbeschwerde des Amtsvormundes und der Pflegeeltern befugt, die einstweilige Anordnung des Amtsgerichts Wittenberg auszusetzen. Das Urteil des EGMR vom 26. Februar 2004 sei „nicht überzeugend“ und „auch prozessual fragwürdig“. Gegen die Annahme des EGMR, die „hier in nichts anderem als der biologischen Herkunft bestehende Beziehung des Kindes zum Vater“ sei einem nach Art. 8 Abs. 1 EMRK geschützten Familienleben gleichzusetzen, bestünden „nicht unerhebliche Bedenken“.
Auf die Verfassungsbeschwerde Görgülüs stellte das Bundesverfassungsgericht mit einstweiliger Anordnung vom 28. Dezember 2004 zunächst die Umgangsregelungen des Amtsgerichts Wittenberg vom 2. Dezember 2004 wieder her und bezeichnete die Entscheidung des 14. Zivilsenats des OLG Naumburg als willkürlich. Mit Beschluss vom 10. Juni 2005 hob das Bundesverfassungsgericht den Beschluss des 14. Zivilsenats des OLG Naumburg vom 20. Dezember 2004 auf, soweit darin das Umgangsrecht Görgülüs bis zu einer Entscheidung in der Hauptsache ausgeschlossen worden ist. Zur Begründung führte die 1. Kammer des Ersten Senats aus, dass die Entscheidung des OLG Naumburg vom 20. Dezember 2004 gegen Grundrechte Görgülüs aus Art. 101 Abs. 1 Satz 2 GG in Verbindung mit Art. 6 Abs. 2 Satz 1 GG verstoße und willkürlich sei. Das OLG habe schon nicht nachvollziehbar begründet, wieso es sich überhaupt für berechtigt gehalten habe, die Entscheidung des Amtsgerichts Wittenberg abzuändern, obwohl diese gemäß dem damals geltenden § 620c Satz 2 ZPO unanfechtbar ist. Zudem habe das OLG grundlegend die rechtliche Bindung an die Entscheidung des EGMR vom 26. Februar 2004 verkannt. Das OLG habe das Urteil des EGMR nicht nur nicht beachtet, sondern dessen Vorgaben in ihr Gegenteil verkehrt.

### Weiteres Verfahren
In der Folgezeit war ein Ablehnungsgesuch Görgülüs gegen die Richter des 14. Zivilsenats des OLG Naumburg erfolgreich. Mit Beschluss vom 15. Dezember 2006 hob der 8. Zivilsenat des Oberlandesgerichts Naumburg die Sorgerechtsentscheidung des Amtsgerichts Wittenberg vom 19. März 2004 auf und wies den Antrag Görgülüs auf Übertragung der elterlichen Sorge als zurzeit unbegründet ab, zugleich erweiterte er aber das Umgangsrecht Görgülüs mit seinem Sohn. Die – zugelassene – Rechtsbeschwerde Görgülüs gegen die Ablehnung der Übertragung der elterlichen Sorge wies der Bundesgerichtshof mit Beschluss vom 26. September 2007 zurück, führte in den Gründen aber aus, dass es geboten sei, „die Bildung einer tragfähigen Beziehung [Görgülüs mit seinem Kind] jetzt schnellstmöglich und mit Nachdruck zu fördern“, und dass sich der Amtsvormund nun „um eine fortschreitende Annäherung des Vaters zu seinem Kinde zu bemühen“ habe. Alle Beteiligten seien „gehalten, auch einen Umzug des Kindes zu seinem Vater vorzubereiten“, wobei es allerdings aus Gründen des Kindeswohls wünschenswert erscheine, auch den Kontakt des Kindes mit seiner Pflegefamilie „nicht vollständig abreißen zu lassen“.
Seit dem 11. Februar 2008 lebt Görgülüs Sohn bei seinem leiblichen Vater. Mit Beschluss vom 28. September 2008, rechtskräftig seit dem 6. Oktober 2008, übertrug das Amtsgericht Wittenberg Görgülü die alleinige elterliche Sorge.

## Anklage wegen Rechtsbeugung

### Anklageerhebung
Aufgrund einer anonymen Anzeige leitete die Generalstaatsanwaltschaft Naumburg gegen zwei Richter des Oberlandesgerichts Naumburg und einen Richter des Landgerichts Halle ein Ermittlungsverfahren wegen Rechtsbeugung ein und erhob schließlich mit Datum vom 23. November 2006 Anklage beim Landgericht Halle. Den angeklagten Richtern wurde zur Last gelegt, als Angehörige des 14. Zivilsenats des OLG Naumburg im Dezember 2004 in Beschwerdeentscheidungen im Fall Görgülü das Recht vorsätzlich falsch angewendet zu haben. Die Anklage warf ihnen folgendes vor:

„Obgleich den Angeschuldigten aufgrund der vorangegangenen Entscheidung des Europäischen Gerichtshofs für Menschenrechte (Urteil vom 26. Februar 2004) und des Bundesverfassungsgerichts vom 14. Oktober 2004 bewusst gewesen ist, dass wegen der Bindungswirkung einer Entscheidung des Europäischen Gerichtshofs für Menschenrechte für innerstaatliche Gerichte jede Entscheidung, die im Ergebnis dazu führt, dass Kazim Görgülü seine Umgangsrechte mit seinem Sohn nicht wahrnehmen kann, diesen in seinen Rechten benachteiligen kann, setzten sie mit Beschluss vom 8. Dezember 2004 (…) zunächst die Vollziehung der einstweiligen Anordnung des amtsgerichtlichen Beschlusses vom 2. Dezember 2004 bis zur Entscheidung über die eingelegten sofortigen Beschwerden wieder aus. Dies geschah, obwohl sie wussten, dass eine Beschwerde gegen den im schriftlichen Verfahren ergangenen Beschluss des Amtsgerichts Wittenberg vom 2. Dezember 2004 gemäß § 620c ZPO unzulässig war. Sie beschlossen dann (…) wiederum durch erneute Umgehung der Regelung des § 620c ZPO am 20. Dezember 2004 (…), dass Kazim Görgülü bis zur abschließenden Entscheidung im Umgangsrechtsverfahren keinen Umgang mit seinem Sohn mehr hat. Die hierdurch entstandenen Rechtsfolgen, die die Elternrechte des Kazim Görgülü einschränkten und die ausgeübten Erziehungsmöglichkeiten der Pflegeeltern stärkten, nahmen sie vorläufig und in Form eines vorübergehenden Umgangsausschlusses zumindest billigend in Kauf.“

### Nichteröffnungsbeschluss
Das Landgericht Halle ließ mit Beschluss vom 20. Juli 2007 die Anklage der Generalstaatsanwaltschaft nicht zur Hauptverhandlung zu und lehnte die Eröffnung des Hauptverfahrens ab. Die Generalstaatsanwaltschaft legte sofortige Beschwerde gegen den Nichteröffnungsbeschluss ein.
Am 6. Oktober 2008 wies das Oberlandesgericht Naumburg die sofortige Beschwerde der Generalstaatsanwaltschaft durch nicht mehr anfechtbaren Beschluss als unbegründet zurück. Der Tatbestand der Rechtsbeugung sei bei der Entscheidung durch ein Kollegialgericht nur dann verwirklicht, wenn der betreffende Richter der Entscheidung  zugestimmt hat. Wie die Abstimmung verlaufen ist, sei nicht mehr aufzuklären, da die angeklagten Richter sich – unter Berufung auf ihr Schweigerecht als Beschuldigte (§ 136 Abs. 1 Satz 2 StPO) und auf das Beratungsgeheimnis (§ 43 DRiG) – nicht zur Sache eingelassen haben und weitere, vom OLG angeordnete Beweiserhebungen unergiebig blieben. Eine Verurteilung der Angeschuldigten sei daher aus tatsächlichen Gründen nicht zu erwarten. Eine Gegenvorstellung Görgülüs wies das OLG mit Beschluss vom 19. Dezember 2008 als unbegründet zurück.

## Rechtliche Bedeutung des Falls

### Verfassungsrecht
Rechtliche Bedeutung hat der Fall vor allem für das Verhältnis des deutschen Rechts zur Europäischen Menschenrechtskonvention. Traditionell ging man in Deutschland – und so auch das OLG Naumburg – davon aus, dass völkerrechtliche Verträge wie die Europäische Menschenrechtskonvention nur eine Verpflichtung der Staaten untereinander beinhalten, nicht aber den Staat oder seine Organe im Verhältnis zu seinen Staatsbürgern oder anderen Personen binden. Daher war im Fall Görgülü fraglich, inwieweit Urteile des Europäischen Gerichtshofes für Menschenrechte für deutsche Gerichte verbindlich sind.
Das Bundesverfassungsgericht entschied mit Beschluss vom 14. Oktober 2004, dass zur Bindung der Gerichte an Recht und Gesetz gemäß Art. 20 Abs. 3 GG auch die Berücksichtigung der Europäischen Menschenrechtskonvention gehöre, da diese durch Zustimmungsgesetz Teil der deutschen Rechtsordnung geworden sei. Das deutsche Recht sei nach Möglichkeit in Einklang mit dem Völkerrecht auszulegen. Zwar können Entscheidungen des Europäischen Gerichtshofs für Menschenrechte nicht die Rechtskraft von Urteilen deutscher Gerichte aufheben. Wenn aber der Verstoß gegen die Europäische Menschenrechtskonvention andauere, müssten deutsche Gerichte die Entscheidung des Europäischen Gerichtshofs für Menschenrechte berücksichtigen, wenn sie – etwa wegen eines neuen Antrages oder einer veränderten Sachlage – erneut über den Verfahrensgegenstand zu entscheiden haben. Das Bundesverfassungsgericht betonte aber auch, dass die deutschen Gerichte die Entscheidungen des Gerichtshofs lediglich „wertend“ zu berücksichtigen hätten. «Mit diesen Feststellungen ordnet das BVerfG letztlich eine ergebnisoffene Verfahrenspflicht an, die von der materiell-rechtlichen Ergebnisverpflichtung, die der EMRK als europäischem Mindeststandard inhärent ist, nicht unerheblich abweicht.»
Die Entscheidung des BVerfG lässt in weitem Umfang Interpretationen zu, ob und wie Entscheidungen des EGMR, die gegen Deutschland ergangen sind, national umgesetzt werden müssen. Sie sorgte auf Seiten der Mitglieder des Europarats für erhebliche Irritationen darüber, inwieweit sich die Mitgliedstaaten an die Entscheidungen des EGMR halten müssen. Der Gesetzgeber hat auf die Rechtsprechung des BVerfG reagiert. Stellt der EGMR eine Verletzung der EMRK oder ihrer Protokolle durch Deutschland fest und beruht ein Urteil auf dieser Verletzung, kann im Zivilprozess Restitutionsklage geführt werden (vgl. § 580 Nr. 8 ZPO). Auf diese Vorschrift verweisen auch die Vorschriften für den Arbeits- (§ 79 ArbGG), Sozial- (§ 179 SGG), Verwaltungs- (§ 153 VwGO) und Finanzgerichtsprozess (§ 134 FGO). Für den Strafprozess besteht bereits seit 1998 die Möglichkeit einer Wiederaufnahme des Verfahrens (§ 359 Nr. 6 StPO, sog. lex Pakelli).

### Familienrecht
Gemäß § 1672 Abs. 1 BGB konnte bis Mai 2013 bei Getrenntleben der nicht miteinander verheirateten Eltern die elterliche Sorge dem Vater allein nur übertragen werden, wenn die Übertragung dem Wohl des Kindes dient. Mit Beschluss vom 26. September 2007 hat der Bundesgerichtshof im Fall Görgülü grundsätzlich entschieden, dass dann, wenn die Mutter des Kindes der Adoption zugestimmt hat und deshalb ihre elterliche Sorge gemäß § 1751 Abs. 1 Satz 1 BGB ruht, § 1672 Abs. 1 BGB dahingehend auszulegen sei, dass dem Antrag des nicht mit der Mutter verheirateten Vaters auf Übertragung des alleinigen Sorgerechts schon dann stattzugeben sei, wenn die Übertragung dem Wohl des Kindes nicht widerspricht. Zur Begründung hat der BGH ausgeführt, dass in diesem Fall dem Elternrecht des Vaters kein Grundrecht der Mutter von gleichem Rang entgegenstehe und dass sowohl das Elternrecht des Vaters aus Art. 6 Abs. 2 Satz 1 GG als auch Art. 8 der EMRK beachtet werden müsse. Gemäß Art. 8 EMRK ist jeder Vertragsstaat verpflichtet, geeignete Maßnahmen zur Zusammenführung eines leiblichen Elternteils mit seinem Kind zu ergreifen.

### Strafrecht
In strafrechtlicher Hinsicht ist der Fall von Bedeutung für die Frage, unter welchen Voraussetzungen Mitglieder eines Kollegialgerichts wegen Rechtsbeugung verurteilt werden können. Der Strafsenat des Oberlandesgerichts Naumburg hat bekräftigt, dass ein Richter nur wegen Rechtsbeugung verurteilt werden kann, wenn er für die rechtsbeugende Entscheidung gestimmt hat. Zugleich hat das Gericht nun erstmals entschieden, dass im Strafverfahren wegen Rechtsbeugung Richter trotz des gesetzlich normierten Beratungsgeheimnisses sich gegenüber dem Gericht (nicht aber gegenüber Ermittlungsbehörden) über das Abstimmungsverhalten im Spruchkörper äußern dürfen. Ob sie das tun oder nicht, entscheiden sie nach pflichtgemäßem Ermessen. Zur Begründung führte das Gericht aus, dass die Pflicht zur Wahrung des Beratungsgeheimnisses nicht absolut gelte. Das Beratungsgeheimnis dürfe durchbrochen werden, wenn schutzwürdigere rechtliche Interessen anderer Art dem Beratungsgeheimnis entgegenstünden, insbesondere in einem Strafverfahren wegen Rechtsbeugung. Andernfalls würde das Beratungsgeheimnis dem einzelnen Richter entweder als Schutzschild dienen, sich der persönlichen Verantwortung zu entziehen, und dem Kollegialgericht eine nicht gerechtfertigte Vorzugsstellung vor dem Einzelrichter verschaffen, oder es würde ihm umgekehrt die Verteidigung und dem als Zeugen angerufenen Kollegen die Entlastung unmöglich machen. Den Richter treffe aber lediglich ein Recht zur Aussage, keine Aussagepflicht, da das Beratungsgeheimnis nicht zur Verfügung eines Dritten stehen könne.
Da aber das Oberlandesgericht an der herrschenden Meinung festhält, dass eine Verurteilung wegen Rechtsbeugung bei jedem Richter den Nachweis voraussetze, dass der betreffende Richter für die Entscheidung gestimmt hat, sprechen Kritiker von einer „Katastrophe für den Rechtsstaat“. Wenn die Entscheidung des Oberlandesgerichts das letzte Wort bleibe, dann gelte „künftig für alle Spruchkörper in der deutschen Justiz das Rechtsbeugungsprivileg“, weil Mitglieder eines Kollegialgerichts faktisch niemals wegen Rechtsbeugung verurteilt werden könnten, wenn sie sich nicht über ihr Abstimmungsverhalten äußern.

## Öffentliche Reaktionen
Rolf Lamprecht meinte: „Justizverbrechen werden von der eigenen Zunft nur widerwillig wahrgenommen. Nichts sehen! Nichts hören! Nichts sagen! Letztmals geschehen in Naumburg. Dort beging das Oberlandesgericht (OLG) – objektiv – Rechtsbeugung im Wiederholungsfall. Keiner regte sich auf. (…) Diese Apathie ist ein schlimmes Zeichen. Sie schürt Wiederholungsängste. Schon einmal, 1933, als sich Recht in Unrecht verkehrte, nahm der „Stand“ den Verfall achselzuckend hin. (…) So dreist haben Überzeugungstäter erst ein Mal die Autorität des Rechts herausgefordert: Baader und Meinhof. Der Unterschied: Damals rebellierten Desperados, heute sind es drei Herren in roter Robe.“
In der Fachzeitschrift Betrifft Justiz vertraten zwei Richter demgegenüber die Meinung, dass die Rechtsbeugungsanklage von Anfang an haltlos gewesen sei: Die Entscheidungen des Oberlandesgerichts Naumburg seien nicht fehlerhaft, sondern jedenfalls juristisch vertretbar und am Kindeswohl orientiert gewesen. Eine derartige grundlose, der öffentlichen Empörung geschuldete Rechtsbeugungsanklage sei eine Gefahr für den Rechtsstaat.